# Tranzyston (gramofon)

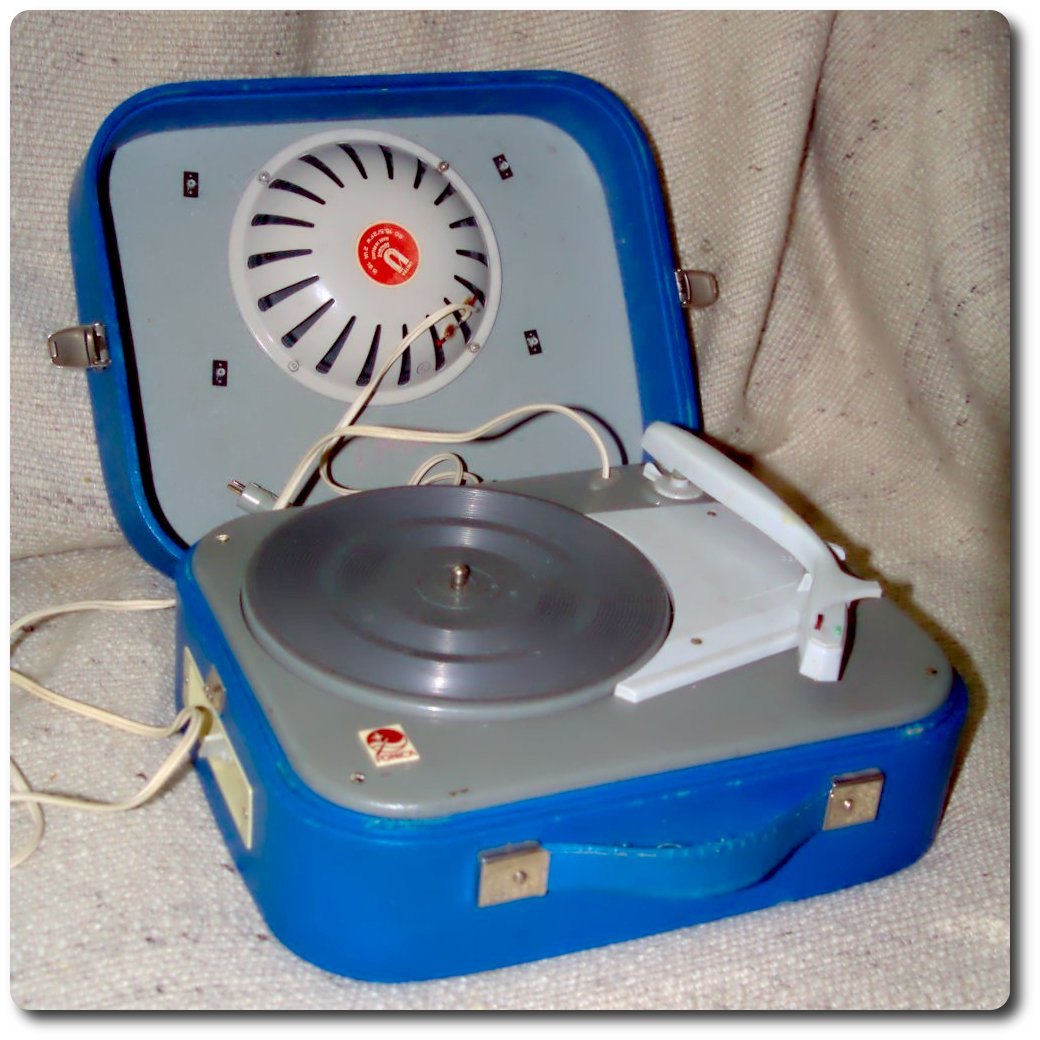
Gramofon Tranzyston

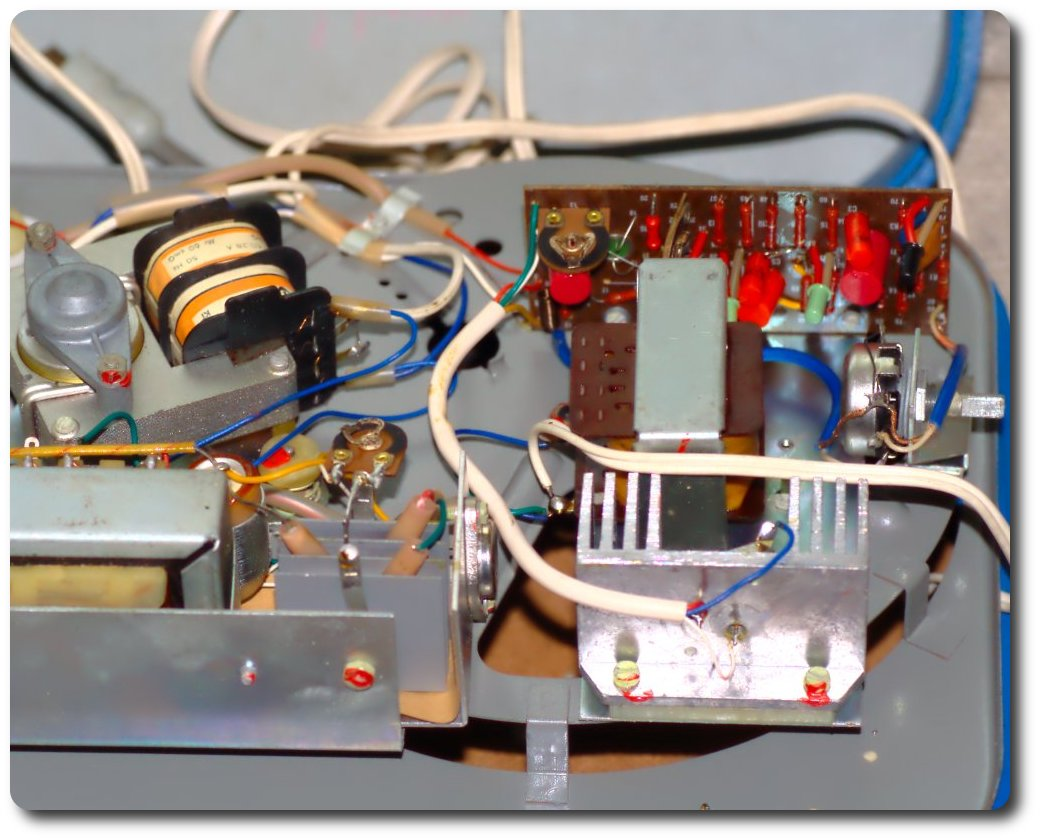
Wnętrze gramofonu Tranzyston

WG-291 Tranzyston – pierwszy tranzystorowy gramofon w Polsce, produkowany przez Łódzkie Zakłady Radiowe Fonica.

## Charakterystyka
WG-291 Tranzyston to sieciowy gramofon przenośny z wbudowanym wzmacniaczem na polskich tranzystorach jako elementach aktywnych. Mechanizm obracający talerz zastosowano taki sam, jak we wcześniej produkowanych gramofonach Bambino. Wyłącznik sieciowy wzmacniacza akustycznego i napędu talerza połączony z ramieniem gramofonu. Prędkości obrotowe: 33, 45 i 78 obr./min.  Regulacja głośności pokrętłem umieszczonym z boku obudowy, brak natomiast regulacji barwy dźwięku. Okrągły głośnik o wewnętrznym obwodzie magnetycznym został umieszczony w pokrywie. Wkładka krystaliczna typu UK-4M.

## Układ elektryczny
We wzmacniaczu gramofonu zastosowano sześć tranzystorów: 3*TG3A, TG5, TG50, TG70, zasilanych przy pomocy prostownika selenowego. Stopień końcowy pracuje w klasie A z obciążeniem dławikowym. Głośnik jest włączony równolegle do dławika, co powoduje, że część składowej stałej prądu stopnia końcowego przepływa przez jego cewkę. Punkt pracy tranzystora ustawiany wewnętrznym potencjometrem, brak stabilizacji termicznej punktu pracy i jakiegokolwiek zabezpieczenia (nie ma bezpiecznika topikowego – nie dotyczy wersji „Tranzyston-2”, gdzie bezpiecznik znajduje się pod talerzem).

## Historia produkcji
Produkcję rozpoczęto około roku 1968 i trwała ona krótko. Konstrukcję Tranzystonu oparto na starym układzie mechanicznym, a wzmacniacz tranzystorowy był zawodny. Następne produkty Fonica oparła na licencjach zakupionych w firmie Telefunken.